# Suppe

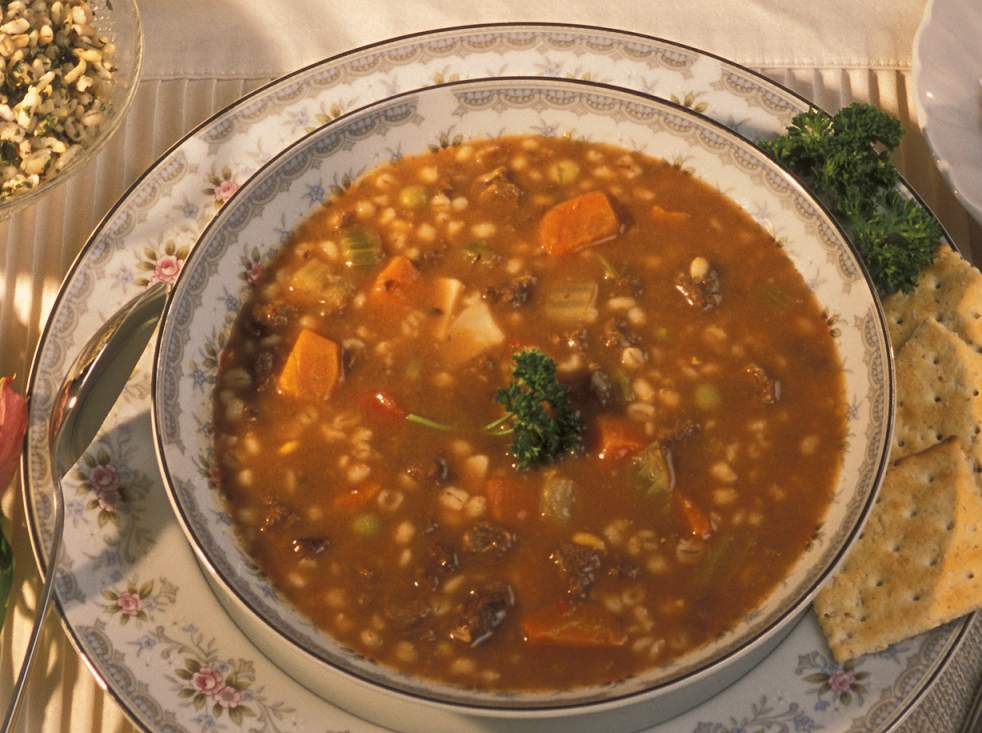
Suppe mit Rindfleisch, Gemüse und Gerste

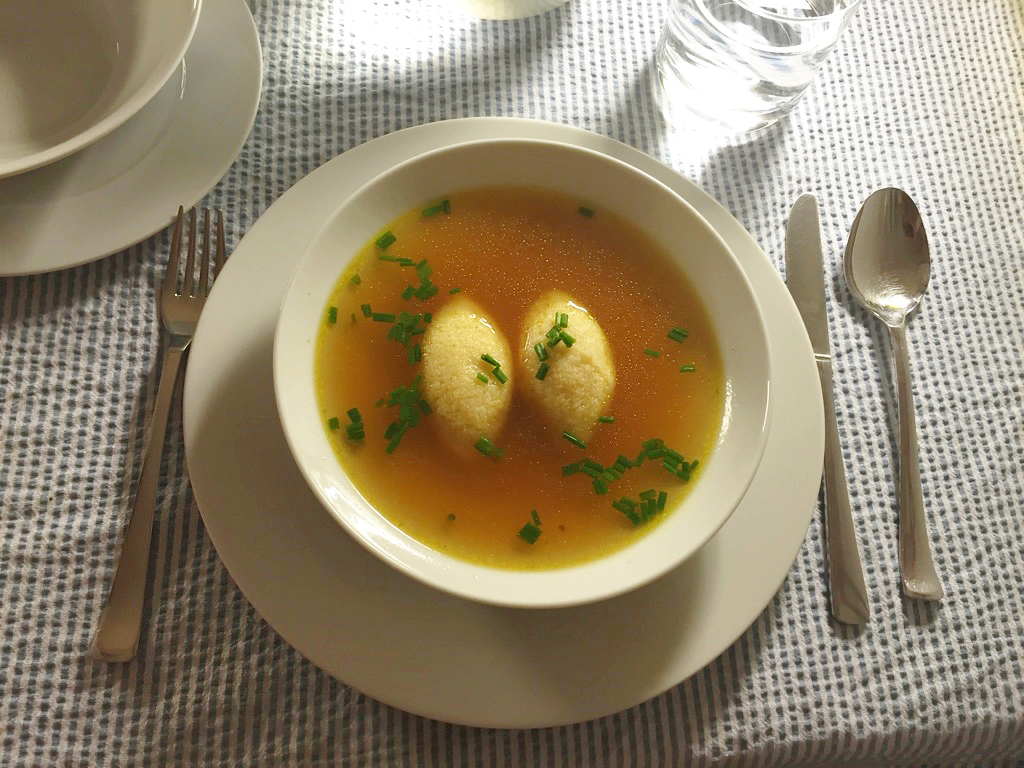
Klassische Grießnockerlsuppe aus Österreich

Suppe bezeichnet eine Speise mit einem hohen Flüssigkeitsanteil. Den meist als Vorspeise servierten Suppen werden oft Suppeneinlagen beigefügt. Es wird im Allgemeinen zwischen klaren und gebundenen, auch warmen und kalten Suppen unterschieden. Sie werden nach Herstellungsprinzipien, Rohstoffen oder Herkunft eingeteilt.

## Etymologie
Das Wort „Suppe“ geht letztlich auf das westgermanische *supp(j) zurück, das ursprünglich „eingebrocktes Brot“ oder eine breiige Speise bezeichnete (ahd. sopha, soffa, zu sûfan „schlürfen, trinken, saufen“; altengl. sopp). Dieses germanische Wort wurde wohl schon um 600 ins Romanische entlehnt; das altfranzösische soupe ist für das 13. Jahrhundert nachgewiesen, die Äquivalente lauten im heutigen Spanischen, Portugiesischen und Provenzalischen sopa, im Französischen soupe, wovon es ins Englische mit soup überging, und im Italienischen zuppa.
In seiner heutigen Bedeutung als Bezeichnung einer kultivierten Speise ist das Wort im Deutschen seit dem 14. Jahrhundert bezeugt. Das Deutsche Wörterbuch von Jacob Grimm und Wilhelm Grimm vermutet eine Vermischung einheimischen Wortgutes mit einer Rückentlehnung aus dem französischen soupe. Das Wort ist erstmals in niederdeutscher Lautung nachgewiesen (mittelniederdeutsch supen „mit dem Löffel essen“ gegenüber mittelhochdeutsch supfen „schlürfend trinken“) und fand in dieser Form schließlich auch Eingang ins Hochdeutsche.

## Einteilung
Die Einteilung der Suppen erfolgt gewöhnlich in zwei große Klassen, in die klaren Suppen und die gebundenen („unklaren“) Suppen. Neben dieser allgemein akzeptierten Klassifikation gibt es weitere verschiedene Untergliederungen, die sich nach der Zubereitung der Suppe richten. Diese Unterteilungen der Suppen wurden von verschiedenen Verfassern erstellt, weswegen es keine allgemeingültige Unterteilung gibt. Im Hinblick auf die besonders seit dem 20. Jahrhundert stark erweiterte Vielfalt an Suppen treten häufig erweiterte Zuordnungen auf, wonach sich beispielsweise Eintöpfe und Kaltschalen als eigenständige Klassen entwickelt haben. Diese von der traditionellen Einteilung abweichenden Kategorisierungen richten sich dabei nicht nur ausschließlich nach der Zubereitung der einzuteilenden Suppen, so dass eine Suppe mehreren Kategorien zugeordnet werden kann.

## Warme Suppen

### Klare Suppen

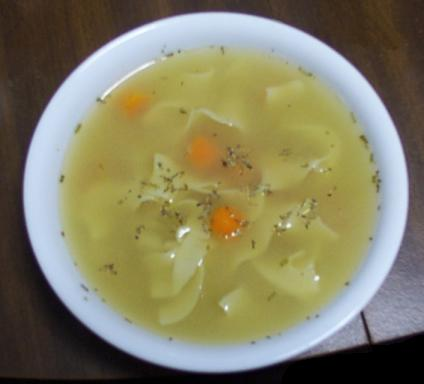
Hühnersuppe

Für Suppen werden Brühen als Grundlagen verwendet. Unter Anwendung von erhitztem Wasser werden lösliche Teile aus Gemüse, Rind, Schwein, Geflügel, Jagdwild, Speisefisch, Schalentieren, Schildkröten usw. entzogen und der Brühe zugeführt. Geflügel- und Wildbrühen werden als Fond bezeichnet (französisch Fond de volaille, Fond de gibier), Fischbrühen als Fumet (französisch Fumet de poisson). Daneben gibt es noch die Nachbrühe (französisch Remouillage) und den Extrakt (französisch Glace).
Die klaren Suppen umfassen:
1. die Fleischbrühen (französisch: Bouillons) aus Schlachtfleisch, Geflügel, Wild oder Fisch (klare Gemüsesuppen werden den Gemüsesuppen zugeteilt)
2. die Kraftbrühen (französisch Consommé) und die doppelten Kraftbrühen (französisch Consommé double)
3. die exotischen klaren Suppen, z. B. klare Haifischflossensuppe.[1][2]

Eine klare Suppe ist die Rinderkraftbrühe. Bekannt ist davon insbesondere die klare Ochsenschwanzsuppe (französisch Consommé de queue de bœuf). Weiter gibt es die Geflügelkraftbrühe (französisch Consommé de volaille), insbesondere die klare Hühnersuppe, die Wildkraftbrühe (französisch Consommé de gibier) und die Fischkraftbrühe (französisch Consommé de poisson) oder klare Fischsuppe bis hin zur Bouillabaisse. Klare Suppen haben eine appetitanregende Wirkung – die Kraftbrühen eignen sich auch für leichte Vollkost (Schonkost).
Klare Suppen werden häufig mit Suppeneinlage dargereicht, wie Grießnockerlsuppe (Grießklößchensuppe), Backerbsensuppe, Leberknödelsuppe, Frittatensuppe, Leberspätzlesuppe, Nudelsuppe, Reibgerstelsuppe, Schinkenschöberlsuppe.

### Gebundene Suppen
Die gebundenen Suppen (franz. potages liés) bezeichnen sämtliche Suppen, die mit einem Bindemittel zubereitet werden. Die gebundenen Suppen umfassen die Unterklassen: die Püreesuppen (französisch Potages purées), die Creme- oder Rahmsuppen (französisch Potages crèmes), die Samtsuppen (französisch Potages veloutés), die braunen Suppen (französisch Potages bruns liés), Krebssuppen (französisch: bisques) und die Gemüsesuppen (französisch Potages aux légumes). Daneben gibt es noch die unveränderlichen Spezialsuppen aus erlesenen Rohstoffen. In der neuzeitlichen Küche wird teilweise gänzlich auf eine Mehlbindung verzichtet, es werden dafür mehr Sahne und Butter eingesetzt.

#### Püreesuppen

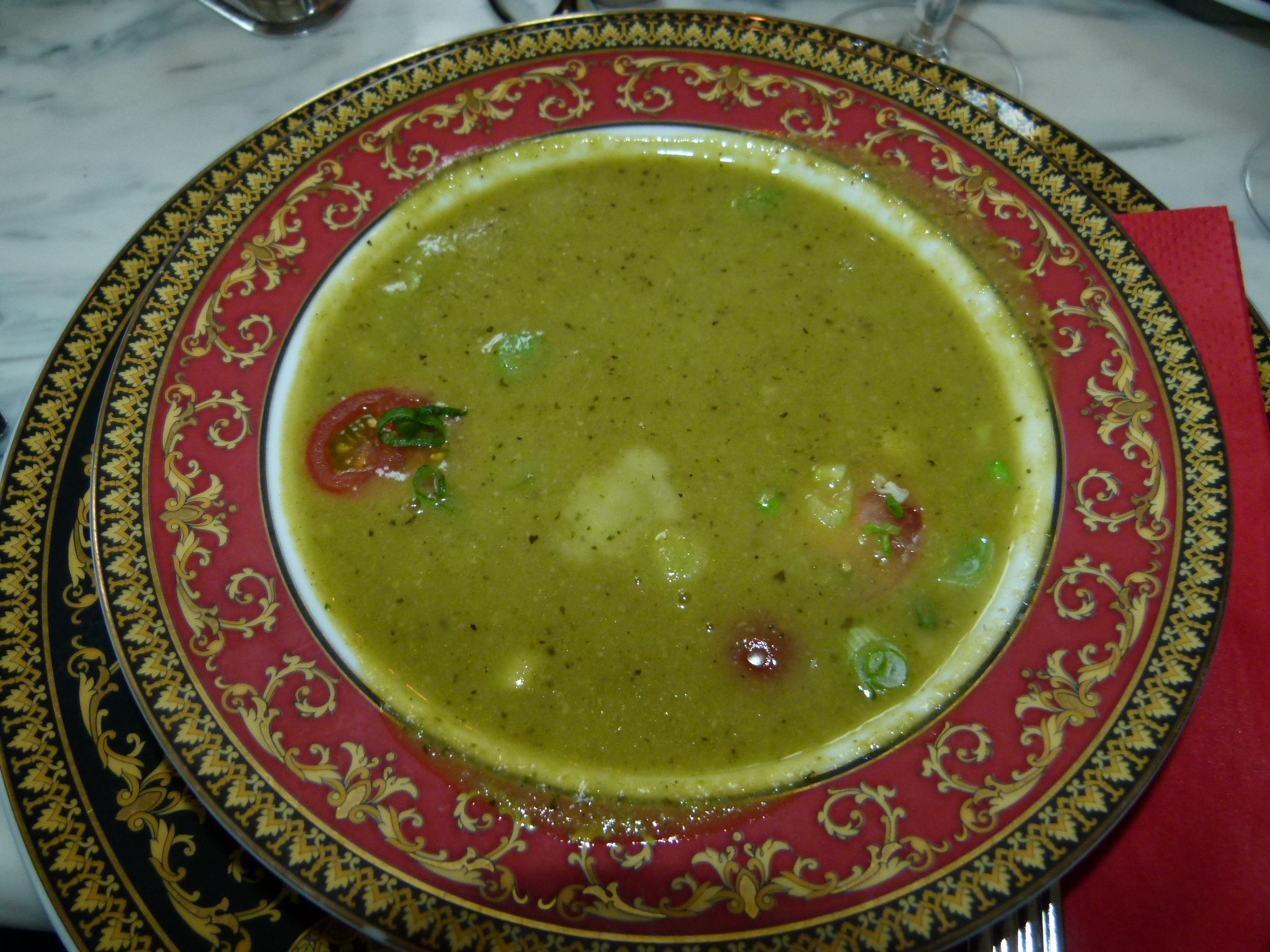
Grüne Bohnencremesuppe

Püreesuppen (französisch potages purées) bezeichnen Suppen, die hauptsächlich durch das Pürieren der wertbestimmenden Rohstoffe gebunden sind. Man teilt sie ein in: Kartoffelpüreesuppen, Hülsenfruchtpüreesuppen und Gemüsepüreesuppen. Als Bindemittel können zusätzlich Reis, Mehl, Mehlschwitze, Brot oder Kartoffeln dienen. Je nach Rezept werden einige Zutaten farblos angeschwitzt, mit einer arteigenen Brühe aufgefüllt und weichgekocht, dann püriert und nochmals aufgekocht. Manche Püreesuppen werden mit Sahne montiert. Mit frischen gehackten Kräuter und Croutons kann verfeinert werden.
Die Püreesuppen wurden nach Escoffier nochmals in Purées, Coulis und Bisques untergliedert. In nachfolgenden Werken zur Kochkunst haben sich die Coulis und Bisques als eigenständige Gruppen neben den Purées etabliert.

#### Krebs- und Weichtiersuppen
Die Bisques sind eine besondere Art der gebundenen Suppen, die mit Krustentieren oder Schalentieren zubereitet sind. Ende des 19. Jahrhunderts bezeichneten sie in den europäischen Küchen lediglich die Krebssuppen. Da in Amerika Schalentiere preisgünstig in guter Qualität zu erwerben waren, wurden dort die Bisques mit denselben bereitet. Ranhofer servierte als erster Chefkoch Bisques mit Austern und anderen Schalentieren. Der Name stammt wahrscheinlich von Zwieback (französisch Biscotte) ab, der, ebenso wie Reis oder Fisch-Velouté, zum Binden der Suppe benutzt wird. Entweder Butter oder Sahne vollenden die Bisque.

#### Cremesuppen (Rahmsuppen)
Cremesuppen oder Rahmsuppen (französisch potages, crèmes) bezeichnen Suppen, die ausschließlich durch Sahne (französisch crème) vollendet werden, sie sind leicht mit Mehlschwitze gebunden und passiert. Die Grundlage der Suppe ist eine arteigene Brühe (Geflügel, Fisch, Wild, Getreide, Pilze oder Gemüse), die gegarten Zutaten können als Einlage gegeben werden.

#### Getreidesuppen
Zu diesen Suppen werden Getreideerzeugnisse als Hauptbestandteil verwendet, die in unterschiedlicher Verarbeitungsstufe vorliegen können: Schrot, Graupen, Flocken, Grieß oder Mehl. Meist werden Getreideerzeugnisse mit gehackten Zwiebeln angedünstet, dann mit Brühe aufgefüllt und stets gut ausgekocht, mit Liaison und frischen Kräutern verfeinert. Beispiele: Mehlsuppe, Grießsuppe, Gerstensuppe, Grünkernsuppe.

##### Diät-Schleimsuppen
Eine besondere Gruppe der Getreidesuppen sind die Diät-Schleimsuppen aus Wasser, entfetteter Brühe, Milch, Obst- und Gemüsesäften, für die Mühlenerzeugnisse verwendet werden, die beim Garen quellen und einen natürlichen Schleim bilden, der die Suppen bindet. Wegen ihrer guten Verdaulichkeit und Bekömmlichkeit werden sie für leichte Vollkost und spezielle Diäten verwendet (zum Beispiel: Haferschleimsuppe). Mitunter werden sie als süße Suppen gekocht.
Siehe auch: Milchsuppe, Wassersuppe, Brotsuppe, Kümmelsuppe.

#### Legierte Suppen, Samtsuppen
Legierte Suppen (französisch (potages) veloutés) werden Samtsuppen genannt; sie werden durch eine Liaison vollendet, welche der Suppe einen samtartigen Glanz verleiht (französisch velouté ‚wie Samt‘). Ihre Grundlage ist die namensgebende Brühe (von Schlachtfleisch, Geflügel oder Fisch, von Gemüse- oder Pilzfonds), die einen typischen Eigengeschmack haben. Butterflocken vollenden den sahnigen Geschmack. Beispiele für legierte Suppen: Zwiebelsuppe, Spargelsuppe, Tomatensuppe.

#### Braune Suppen
Die Grundlage für braune Suppen (französisch: potages bruns liés) bilden Brühen aus Knochen und Abschnitten von Schlachtfleisch, Wild und Wildgeflügel. Diese Rohstoffe werden in Verbindung mit Bratgemüse angebraten. Die braunen Suppen werden mit arteigenen Brühen, oft auch mit Kalbsfond aufgefüllt. Beispiele für eine braune Suppe sind: Schlachtfleischsuppen (Falsche Schildkrötensuppe, Gulaschsuppe, Ochsenschwanzsuppe), Wildsuppen und Getreidesuppen (Basler Mehlsuppe).

### Gemüsesuppen
Es gibt klare und gebundene Gemüsesuppen. Das Gemüse wird zerkleinert in Streifen (französisch Julienne), Blättchen (französisch Paysanne), Würfel (französisch Brunoise) oder Stäbchen (französisch Bâtonnets) und darauffolgend angeschwitzt und mit Brühe aufgefüllt. Zum Anschwitzen wird (Rauch-)Speck oder Fett verwendet. Eine Bindung kann mit Mehl oder Brot, Milch oder Sahne erzielt werden. In der Gemüsesuppe kann Fleisch mitgekocht werden oder Reis, Kartoffeln oder Teigwaren enthalten sein. Beispiele sind: Kohlsuppe, Minestrone, Thüringer Schnippelsuppe.

### Eintöpfe

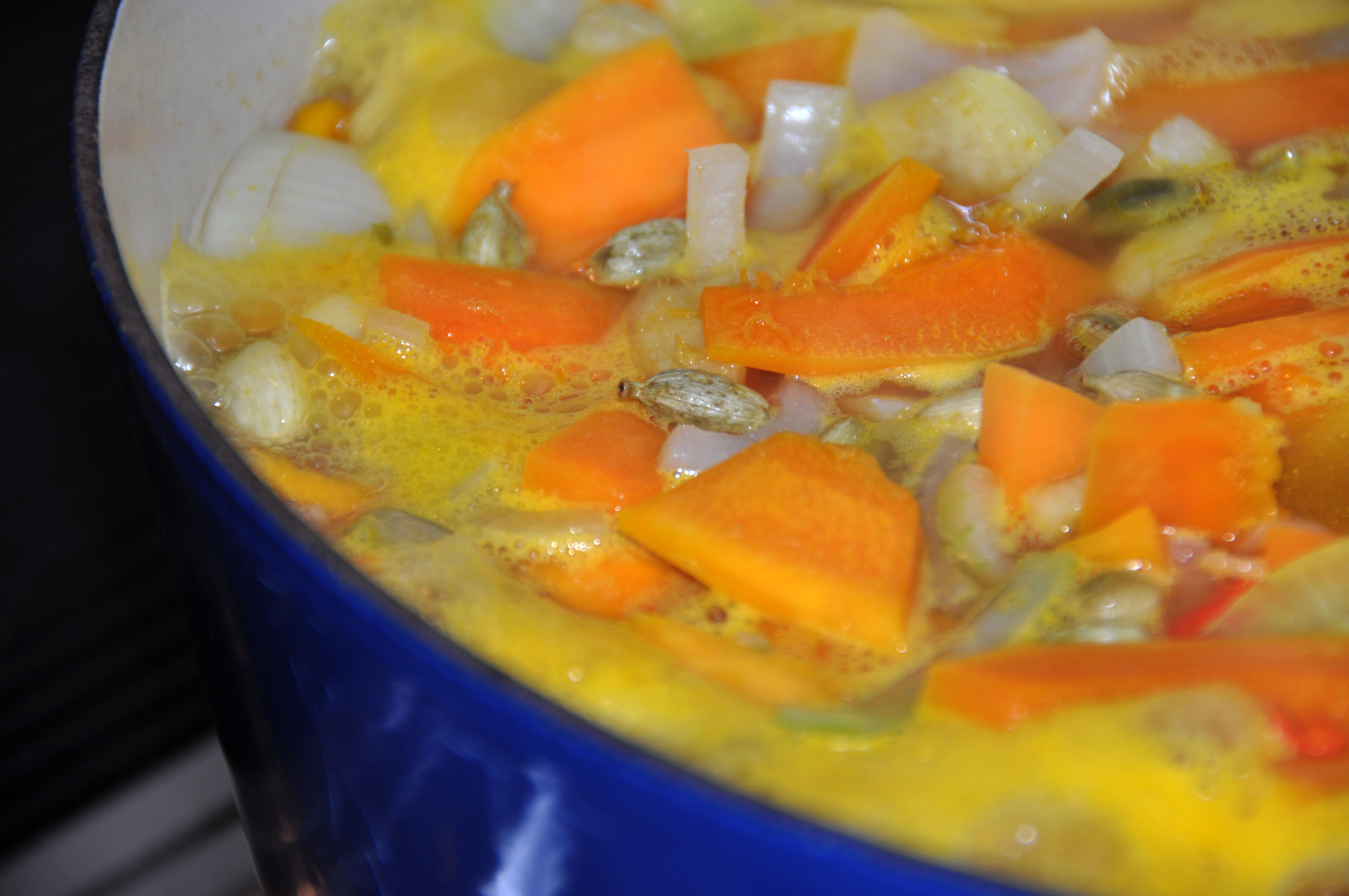
Kürbiseintopf

Eintöpfe sind den Gemüsesuppen ähnlich und werden oft als eigenständige Gruppe neben den Suppen angesehen, sie haben manchmal auch die Bezeichnung Suppentopf. Der Eintopf charakterisiert sich dadurch, dass mehrere Zutaten in einem Topf gegart werden, meist Gemüse, Kartoffeln und/oder Fleisch. Durch seine sättigende Wirkung wird der Eintopf gewöhnlich als Hauptmahlzeit serviert.

### Spezialsuppen und exotische Suppen
Spezial- und exotische Suppen werden vorzugsweise im Rahmen von Festlichkeiten angeboten. Exotische Suppen sind würzige, gehaltvolle Spezialsuppen aus Rohstoffen mit ausgeprägten Geschmacks- und Extraktivstoffe. Grundlage ist je nach Art eine kräftige Fleisch- oder Fischbrühe, sie sind klar und wenig sättigend.
Wegen des hohen Arbeitsaufwandes und der ausgefallenen Rohstoffe werden sie hauptsächlich als Convenience-Erzeugnisse industriell hergestellt und in der Gastronomie nur fachgerecht vollendet (z. B. mit Cognac, Sahne und Liaison) und mit der Einlage angerichtet. Beispiele sind Känguruschwanzsuppe, Bihun-Suppe, Haifischflossensuppe, hingegen werden Schildkrötensuppe oder Schwalbennestersuppe aus Gründen des Artenschutzes oder ethischem Bedenken (Hundefleischsuppe) nicht mehr angeboten.
Siehe auch: Biersuppe oder Weinsuppe.

## Kalte Suppen

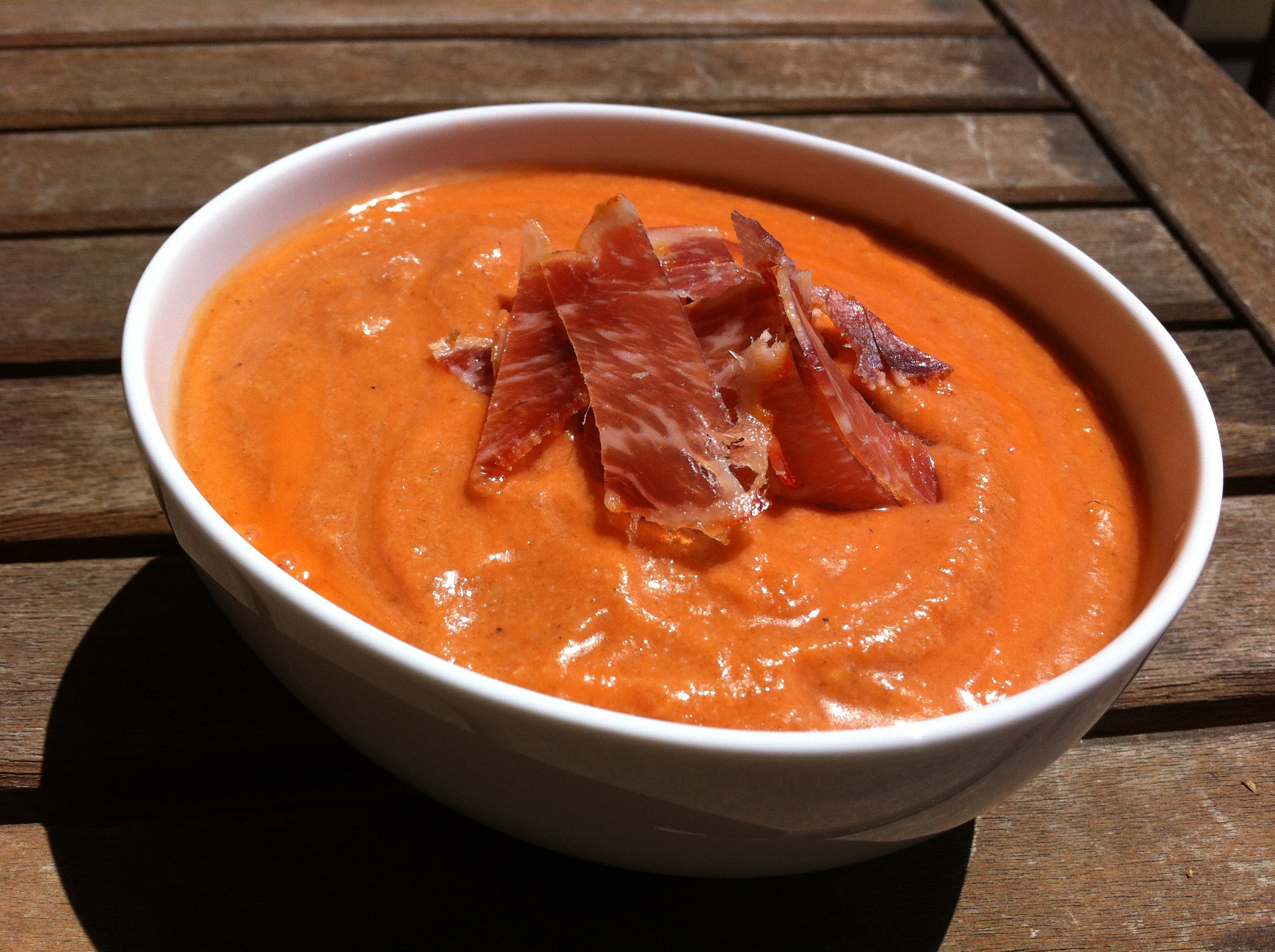
Salmorejo aus Andalusien

Kalte Suppen können herzhaft oder süß zubereitet sein; die süßen werden als Kaltschalen bezeichnet. Die gekühlten Suppen werden nicht nur im Sommer anstelle der herkömmlichen Suppen serviert, sondern sind in einigen Gebieten regionale Spezialitäten. Auch können sie als Nachspeise fungieren. Dabei gibt es einige Ausnahmen, die sowohl warm als auch kalt gegessen werden, wie die Gurkensuppe, Fruchtsuppe oder die Schwedische Hagebuttensuppe.
Beispiele für kalt servierte Suppen:
- Ajoblanco
- Avocadosuppe
- Gazpacho andaluz
- Naengmyeon
- Okroschka
- Salmorejo
- Tarator
- Vichyssoise

## Geschichte
Die Suppe nahm im Lauf ihrer Geschichte unterschiedliche Bedeutungen an: als Nahrungsmittel der ärmeren Bevölkerung, als Frühstücksspeise, als Eröffnung von großen Menüs und als klassische Mahlzeit für erkrankte Menschen. In ihrer gesamten Entwicklung veränderte sich die Suppe in ihren Zubereitungen recht stark, von ihr leiten sich sämtliche Breie, Eintöpfe, Brühen und Saucen ab. Den überlieferten Rezepten folgend könnte man die Blütezeit der Suppe auf die Spätrenaissance und den Barock festlegen.

### Ursprung und frühe Entwicklungen
Die Ursprünge der Suppe sind in der Steinzeit zu suchen, als breiartige Speisen in wasserfesten Kochsäcken zubereitet und verzehrt wurden. Tongefäße, zwischen 9000 und 7000 v. Chr. erfunden, förderten die Entwicklung dahingehend, dass von nun an in einem festen Behälter Wasser, Getreide und verschiedene weitere Zutaten gekocht werden konnten. Nach Überlieferungen wurden vor ca. 6000 Jahren in Mesopotamien erste Suppen gekocht. Von dort verbreiteten sie sich weiter nach Ägypten, daraufhin nach Griechenland und anschließend in das Römische Reich. Weitere Verbreitung fand die Suppe in den eroberten Gebieten der Römer. Archäologische Funde wie Suppentöpfe aus Stein und Holzteller datieren den Verzehr der ersten Suppen in Mitteleuropa vor 5000 Jahren. Die ersten Suppen reicherte man oftmals mit Brot, Fladen oder Klößchen an. Diese stärke- und eiweißreichen Teigwaren machten mit dem Suppengemüse, das Mineralstoffe und Vitamine enthält, die Flüssignahrung zu einem vollwertigen Gericht. Diese dickflüssigen Zubereitungen wurden mit den bloßen Händen verspeist, bevor Muschelschalen oder Holzlöffel diese Funktion übernahmen.

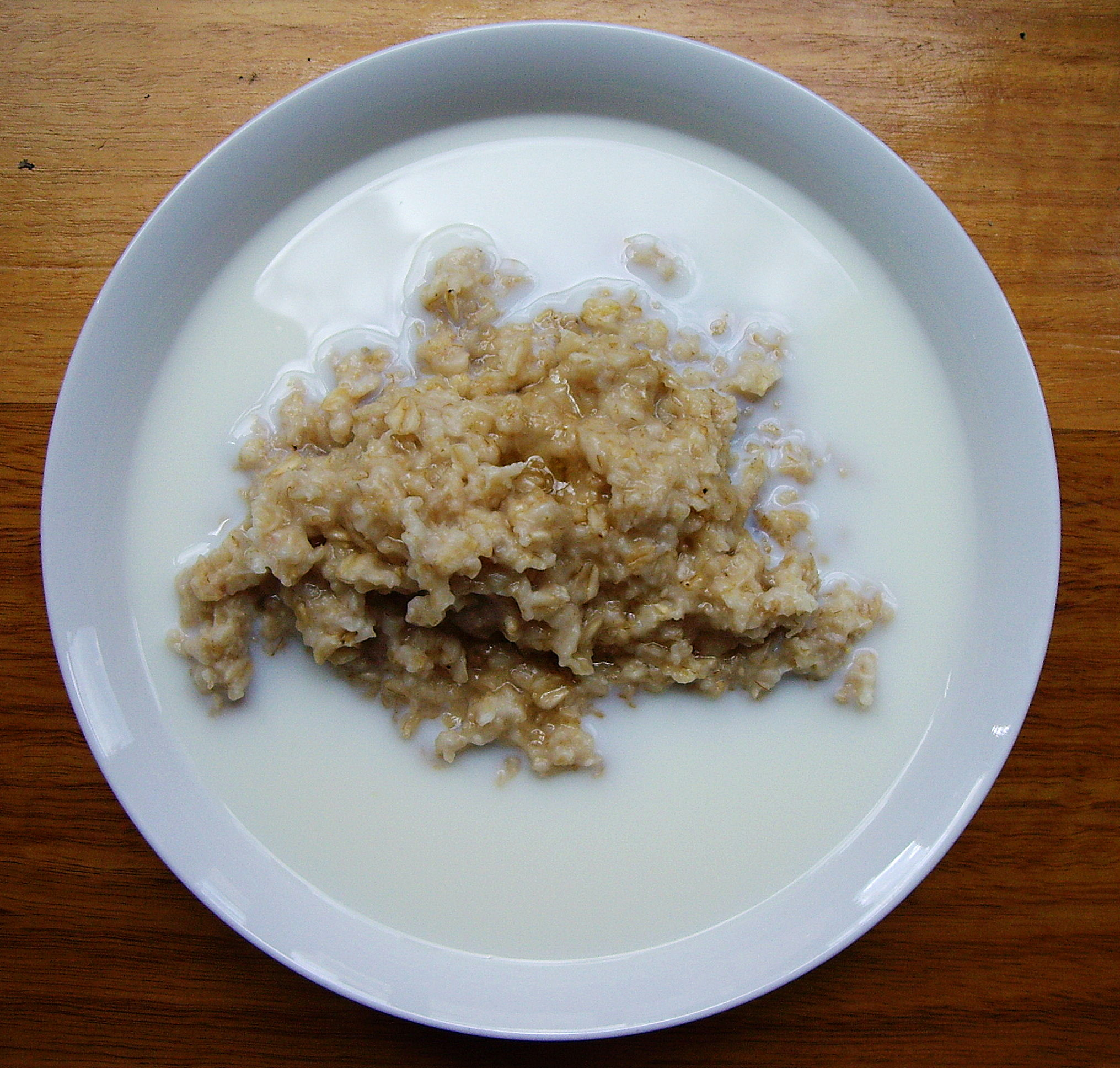
Porridge in Milch

Zu den frühen Entwicklungen der Suppe sind Getreideschrotbreie als warme Frühstücksmahlzeit zu zählen, von denen die heutige Hafergrütze und der Porridge Zeugnis ablegen. Diese Breie mit Hülsenfrüchten waren im antiken Griechenland, im Römischen Reich und bei den Germanen gleichermaßen die Grundlage der Suppen. Die Römer würzten diese Gerichte mit Garum, einer Würzsauce. Die Inka bereiteten ihre Suppen oftmals mit Quinoa, den Samen eines Gänsefußgewächses zu. Man würzte diese Zubereitungen mit Chili. In China kennt man seit über 2000 Jahren die Reissuppe, die Herstellung von Reisnudeln lässt sich dort bis in die Han-Dynastie um das Jahr 200 zurückverfolgen. Gemüsebrühen verdickte man in Indien mit einer Substanz ähnlich dem Reismehl. Im alten Ägypten bereitete man Fleischeintöpfe mit Geflügel oder anderem Fleisch und dicken Bohnen, Linsen oder Erbsen zu.

### Suppen in der mittelalterlichen Küche
Im Mittelalter hatten dicke Suppen in Europa – häufig als „ewige Suppen“ – und Muse neben Wein und Milch oftmals die Funktion des warmen Frühstücks. Die Suppe sollte möglichst dickflüssig sein, da sie nach der damaligen Ansicht umso besser wäre. Auch wurden in reicheren Haushalten Suppen zum Abendbrot gereicht – eine allgemeine Speisenfolge war nicht festgelegt. Eine Mahlzeit umfasste stets das Auftischen mehrerer Gerichte, Suppen wurden dabei zum Schluss einer Mahlzeit serviert.
In Nordeuropa baute man im frühen Mittelalter vornehmlich Gerste, Hafer und Roggen an, welche dem milden Klima angepasst sind. Das Getreide, besonders Hafer, schrotete man nach der Ernte und verkochte dies mit Salzwasser zu einem Brei, ähnlich dem heutigen Porridge. Diese Breie waren die täglichen Hauptmahlzeiten der Normannen. Im Hochmittelalter waren in der italienischen Küche Fleischstücke in dickflüssiger Tunke bekannt. Den Suppen gab man oftmals durch Honig und verschiedenste Gewürze eine besondere Note.

### Erste Verfeinerungen der Suppe
Mit der Renaissance traten modernere Formen der Suppen auf und wurden kontinuierlich verfeinert. So war eine Fleischbrühe oftmals deren Grundsubstanz, die wahlweise mit Eiern, Mandelbrei oder Brotkrumen verdickt wurde. Die Zubereitungen entsprachen mit den Fleischzugaben und Gemüse dem heutigen Eintopf. In Menüaufstellungen fehlten Suppen in Italien bis zum 18. Jahrhundert recht selten. Breie und Pürees aus Getreide und Gemüse lehnte dagegen die italienische Küche für solche Anlässe ab, da diese die Hauptmahlzeiten der ärmeren Bevölkerung darstellten.

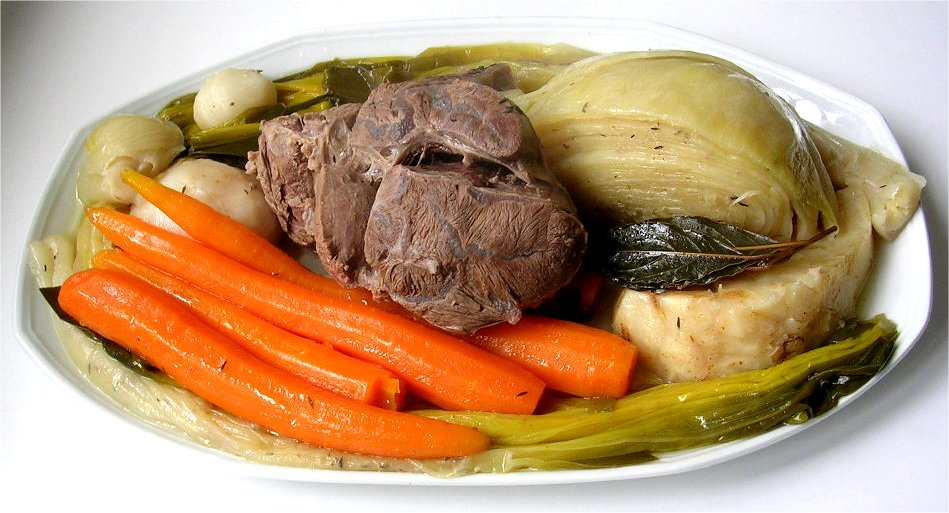
Pot-au-feu

Im 16. Jahrhundert wurde die französische Küche durch die toskanische beeinflusst, dabei entwickelte sich aus der Minestrone der Pot-au-feu, ein Eintopf, der neben Wasser Fleisch und Gemüse beinhaltet. Das Gericht gehört zu den Vertretern, welche die alte Küche überlebt haben und von derselben eine ungefähre Vorstellung geben. Der letzte bedeutende französische Küchenchef der noch von der Entwicklung der Renaissance geprägt war, François-Pierre de La Varenne, beschreibt in seinem 1651 veröffentlichten Werk Le cuisinier François zahlreiche leichte Speisen. Als Liebhaber der Saucen entwickelte Varenne die Boullion Roux, die blonde Mehlschwitze, welche daraufhin zur Grundlage sämtlicher weißen Saucen avancierte. Auch finden sich in seinem Kochbuch erste Cremesuppen, so die Blumenkohl- und Spargelcremesuppe.
Wie auch in anderen Ländern Europas war auch die deutsche Küche gespalten. Die ländlichen Bewohner kannten eher einfache Suppengerichte wie Erbsbrei oder zu Festtagen Brühe mit Brotkrumen und Gemüse. Dagegen entwickelte sich in den Städten und an den Residenzen des Adels eine Esskultur, die auch auf die Suppen Einfluss nahm. Im 16. Jahrhundert kannte man in Deutschland beispielsweise Fleischbrühe mit Spargel, seit dem ausgehenden 16. Jahrhundert wandte man sich stärker der französischen Küche zu.

### Suppe als Mahlzeit bei Hofe
Die Olla podrida, ein opulenter Eintopf mit Rind, Lamm, Schinken, Geflügel und Gemüse galt zunächst als bäuerliches Festessen in Kastilien, welches am Anfang des 16. Jahrhunderts Eingang in die französische Küche fand. Im 16. Jahrhundert wurde sie auch in die Speisepläne am Hofe der Bourbonen aufgenommen. Da die politischen Beziehungen zwischen der spanischen und österreichischen Linie der Habsburger bis in das 17. Jahrhundert hinein eng waren, herrschte auch am Wiener Hof die spanische Etikette. Ende des 16. Jahrhunderts ging die auch als Oille, Ollea oder Spanischer Suppentopf bezeichnete Suppe in die österreichische Küche über.
Obwohl sich bereits im 17. und 18. Jahrhundert die Suppen in erheblichem Maße verbesserten, waren sie dennoch oftmals mit zahlreichen Einlagen versehen, was sie recht gehaltvoll machte und weshalb diese aus gegenwärtiger Sicht als Vorspeise nicht geduldet würden. Bei der Verfeinerung der Suppe und der Aufnahme dieser neuen Theorie nahm Marie-Antoine Carême deutlichen Einfluss.

### Infragestellung und Verfeinerung der Suppe

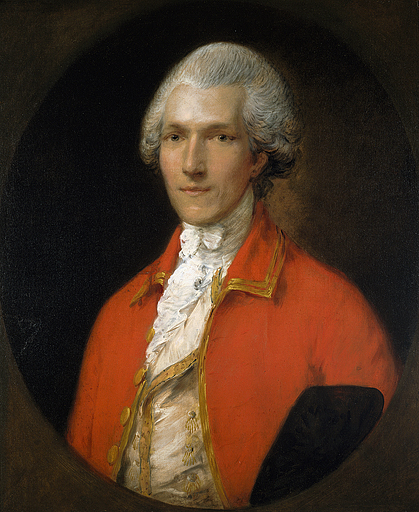
Graf Rumford, Erfinder der Rumfordsuppe

Benjamin Thompson, Graf Rumford, erfand 1795 noch zur sparsamen Massenversorgung von Soldaten, Bettlern und Arbeitslosen einen neuartigen Eintopf, welcher nach ihm Rumfordsuppe genannt wird. Der Zweck der Massenversorgung brachte der Suppe wieder den Ruf eines Gerichts der verarmten Bevölkerung ein. Im 19. Jahrhundert fand diese Suppe in verfeinerter Form international Eingang in bürgerliche Kochbücher.
Zu Beginn des 19. Jahrhunderts stellten sich Fachleute der Gastronomie die Frage, ob das Servieren von Suppen bei Menüs gestattet oder unterlassen werden solle, was zu einer kontroversen Diskussion führte. Begründet wurde das Auftragen von Suppe mit der angenehmen Anregung des Magens. Der bekannte Gastrosoph Grimod de la Reynière plädierte für die Suppe mit dem Ausspruch:

„Die Suppe ist in einem Diner, was das Portal oder der Eingang einem Gebäude, was so viel sagen will, dass sie ahnen lässt, was noch folgt, ungefähr wie die Ouverture einer Oper.“

Die Gegner argumentierten, dass Suppen zu Beginn eines Menüs zu sehr sättigen und es daher unmöglich sei, sich an den darauffolgenden Speisen zu erfreuen und diese zu genießen. Dies lag auch an dem Umstand, dass zu jener Zeit gewöhnlich Suppen eine höhere Menge an Einlagen hatten, Brühen waren gänzlich unbekannt. So sprach sich unter anderem der Feinschmecker Marquis de Cussy gegen die Suppe anhand des Vergleichs derselben mit dem Prolog eines Buches aus. Er stellte dabei die Behauptung auf, dass ein gutes Buch keiner Vorrede bedarf wie ein gutes Essen keiner Suppe. Die Opponenten unterlagen, als sich das speisende Publikum im Laufe der Zeit für das Servieren von Suppe entschied.
Im weiteren Verlauf vereinfachten sich die Rezepte dahingehend, dass die Suppen weniger Einlagen enthielten und für große Menüs bekömmlicher wurden. Hierein spielt auch der zunehmende Einfluss der französischen Küche, welche die Verfeinerung der Rezepturen anstrebte. So sollte eine richtige Einteilung als Charakteristikum eines Menüs erreicht werden, die den Gast fortschreitend im Appetit befriedigen sollte. So sind die modernen Suppen lediglich ein vereinfachtes Muster früherer Suppen, welche die alte Küche überlebten, oder erst seit dem 19. Jahrhundert neu erfundene Kreationen.
Mit der Verfeinerung der Suppen und ihrem Aufstieg überwiegend durch die französische Küche kam es zu zahllosen unterschiedlichen Suppenbezeichnungen, die den Gast jedoch nicht über die Zubereitung und Beschaffenheit einer Suppe aufklärte. So versuchte man in Fachkreisen eine Einteilung der Suppen zu erstellen. Diese Aufgabe führte zu verschiedensten Entwürfen von Klassifizierungen der Suppen, wobei bis heute lediglich die Trennung zwischen klaren und gebundenen Suppen allgemein anerkannt ist.

### Moderne Suppen
Aufgrund der Tatsache, dass viele Speisen aus Übersee seit dem 20. Jahrhundert auch in der westlichen Welt preisgünstig verfügbar waren, erweiterte sich auch das allgemeine Nahrungsangebot. Ebenfalls ging mit dieser Internationalisierung die Übernahme fremdländischer Suppenrezepte einher. Zahlreiche exotische Suppen und Kaltschalen bereichern seitdem das Angebot im Bereich der Suppengerichte. Dies brachte erneute Schwierigkeiten bezüglich der Abgrenzung und Einteilung der Suppen, da die neuen Gerichte nicht in die bisherigen Schemata passten.
Des Weiteren entwickelte sich mit dem ausgehenden 19. Jahrhundert die Instantsuppen, zu denen Justus von Liebigs Fleischextrakt, Johann Heinrich Grünebergs Erbswurst, der Brühwürfel sowie Nebenprodukte wie Maggis Leguminosenmehl und die Maggi-Würze gezählt werden. Diese Produkte der Lebensmittelindustrie wurden ursprünglich zur preisgünstigen Versorgung der ärmeren Bevölkerung und des Militärs hergestellt. Die Suppen aus industrieller Herstellung nahmen im 20. Jahrhundert zunehmend eine wichtige Rolle ein, da damit in kurzer Zeit Flüssiggerichte aufgebrüht werden konnten. Dies war ein wesentlicher Vorteil gegenüber der oft stundenlangen Zubereitung konventioneller Suppen.
In den USA entwickelten sich auch sogenannte Suppenbars, die lediglich Suppen anbieten. In den folgenden Jahren fand die Idee auch in anderen westlichen Ländern Anklang, so dass mittlerweile in allen größeren Städten Europas Suppenbars zu finden sind.

## Regional- und Nationalsuppen
Als Regionalsuppen werden jene Suppen bezeichnet, die ursprünglich in einer bestimmten Region bekannt waren. Dagegen sind Nationalsuppen Suppen, die als typische Besonderheit einer Nation zugeordnet werden. Regional- und Nationalsuppen bedienen sich gewöhnlich der vorhandenen Zutaten der Region oder des Landes.

### Europa

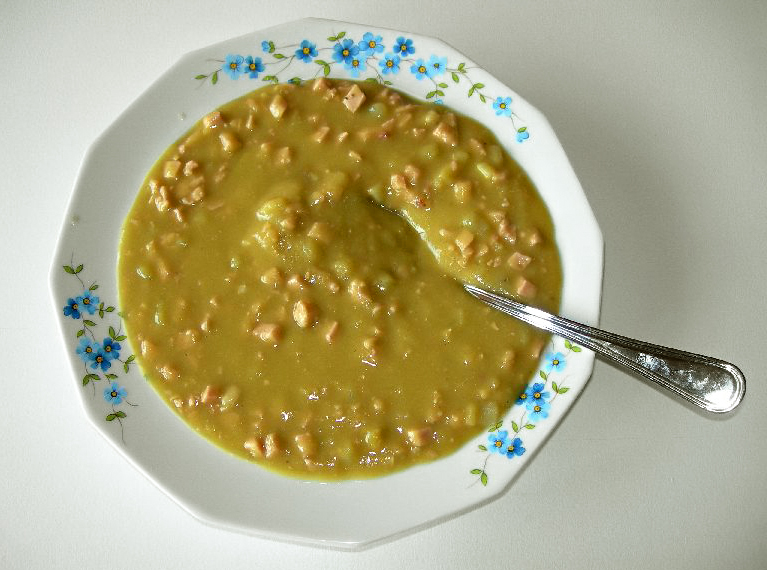
Erbsensuppe (Deutschland)

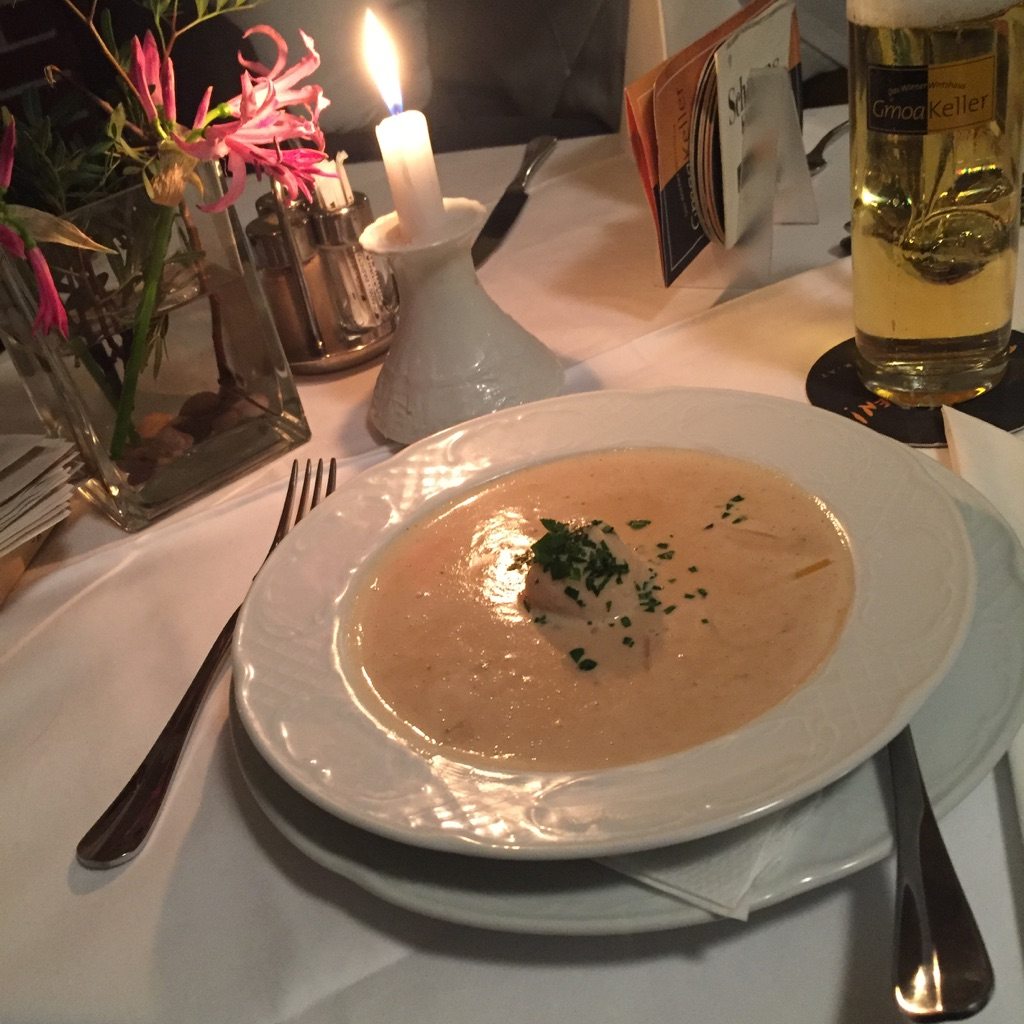
Gansleinmachsuppe (Österreich)

Zu den deutschen Regional- und Nationalsuppen zählen auch einige, die auch im angrenzenden Ausland oft serviert werden. So ist die für Bayern typische Leberknödelsuppe, eine klare Brühe mit einem Leberknödel, auch ein Nationalgericht Österreichs. Auch die Erbsensuppe ist in zahlreichen Ländern mit nur geringen Unterschieden zur deutschen Variante vertreten. Die Ochsenschwanzsuppe, als klare Brühe wie als gebundene Suppe bekannt, gilt als typisch deutsches Gericht. Eine für den norddeutschen Raum bekannte Speise ist die Aalsuppe, welche besonders durch ihre Hamburger Variante zu Ruhm kam. Außerdem hat in Norddeutschland, insbesondere an der Nordseeküste, die mit Nordseekrabben zubereitete Krabbensuppe Tradition. Der Pichelsteiner Eintopf wird aufgrund seiner kurzen Zubereitungsdauer oft in Großküchen zubereitet. Eine weitere eher regional bekanntes Suppengericht ist die Badische Schneckensuppe, während die Hochzeitssuppe, wie die Kartoffelsuppe zahlreiche unterschiedliche Varianten haben, so die Hochzeitssuppe aus Hadeln, oder die Kartoffelsuppenvarianten in Sachsen und in der Pfalz.
In der österreichischen Küche werden neben der Leberknödelsuppe die in vielen Ländern Mitteleuropas bekannte Frittatensuppe, die Grießnockerlsuppe und die Wiener Rindsuppe als Nationalsuppen bezeichnet. Regionale Gerichte Österreichs sind unter anderem die Tiroler Speckknödelsuppe, Steirische und Kärntner Klachelsuppe, Kärntner Kirchtagssuppe und die Steirische Flecksuppe. Besonders beliebt sind in der österreichischen Küche Suppeneinlagen wie Frittaten, Knödel, Schöberl, Nockerln, Strudel und Nudeln. In der österreichischen Küche wurden Traditionen aus allen Gebieten der österreichisch-ungarischen Monarchie übernommen. So ist die aus Ungarn stammende Gulaschsuppe in Österreich heute weit verbreitet. Darüber hinaus erfreuen sich sowohl der Alt-Wiener Suppentopf, als auch Fischbeuschel- und Gansleinmachsuppe hoher Beliebtheit in ganz Österreich.
Suppen der Schweizer Küche sind die Basler Mehlsuppe, ein Gericht der Basler Fasnacht und die Bündner Gerstensuppe.
In Italien werden die Acquacotta und die Zuppa alla pavese mit Brot zubereitet. Buseca ist eine auch im Tessin und in Italien bekannte Kuttelsuppe,
Waterzooi ist ein bekannter Eintopf der flämischen Küche, welcher mit Fisch oder Hühnerfleisch und verschiedenen Gemüsesorten zubereitet wird. In den Niederlanden wird die Erbsensuppe als Snert bezeichnet.

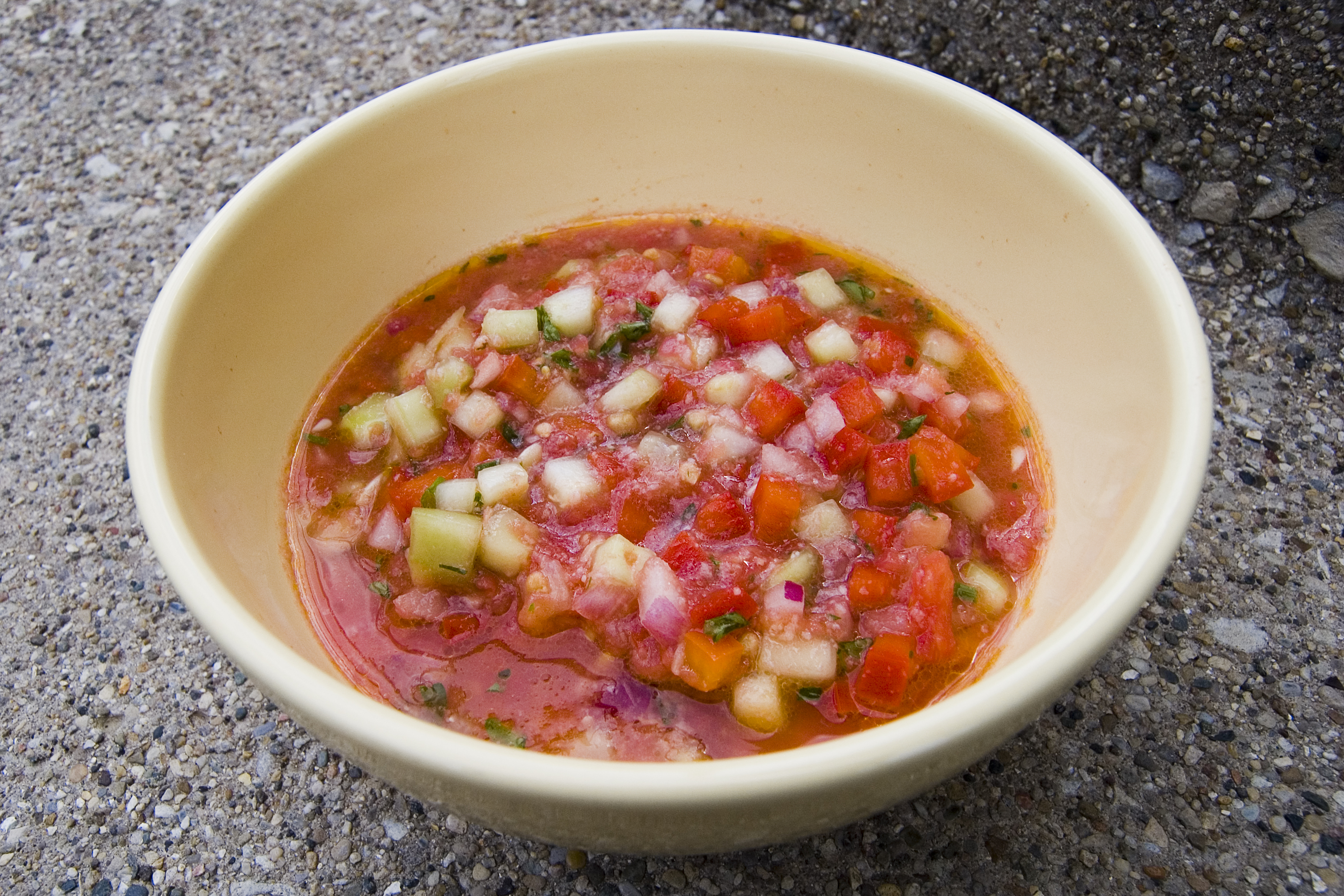
Gazpacho (Spanien)

Die französische Küche hat die bekannte Marseiller Fischsuppe Bouillabaisse als Nationalgericht hervorgebracht. Daneben gibt es weitere Regionalsuppen wie die aus Okzitanien stammende Zwiebel- oder Knoblauchsuppe Tourin und die Pariser Zwiebelsuppe (französisch Soupe à l’oignon), die provenzalische Soupe au pistou, die Garbure aus dem Südwesten des Landes und die in der Normandie bekannte Soupe à la graisse.
Die spanische Küche ist für das andalusische Nationalgericht Gazpacho, eine kalte Suppe, bekannt. Daneben gelten die reichhaltigen, bodenständigen Eintopfgerichte mit Hülsenfrüchten als typisch wie die Bohneneintöpfe Alubias und Fabada Asturiana, der Linseneintopf Lentejas und der Kichererbseneintopf Cocido de Garbanzos.

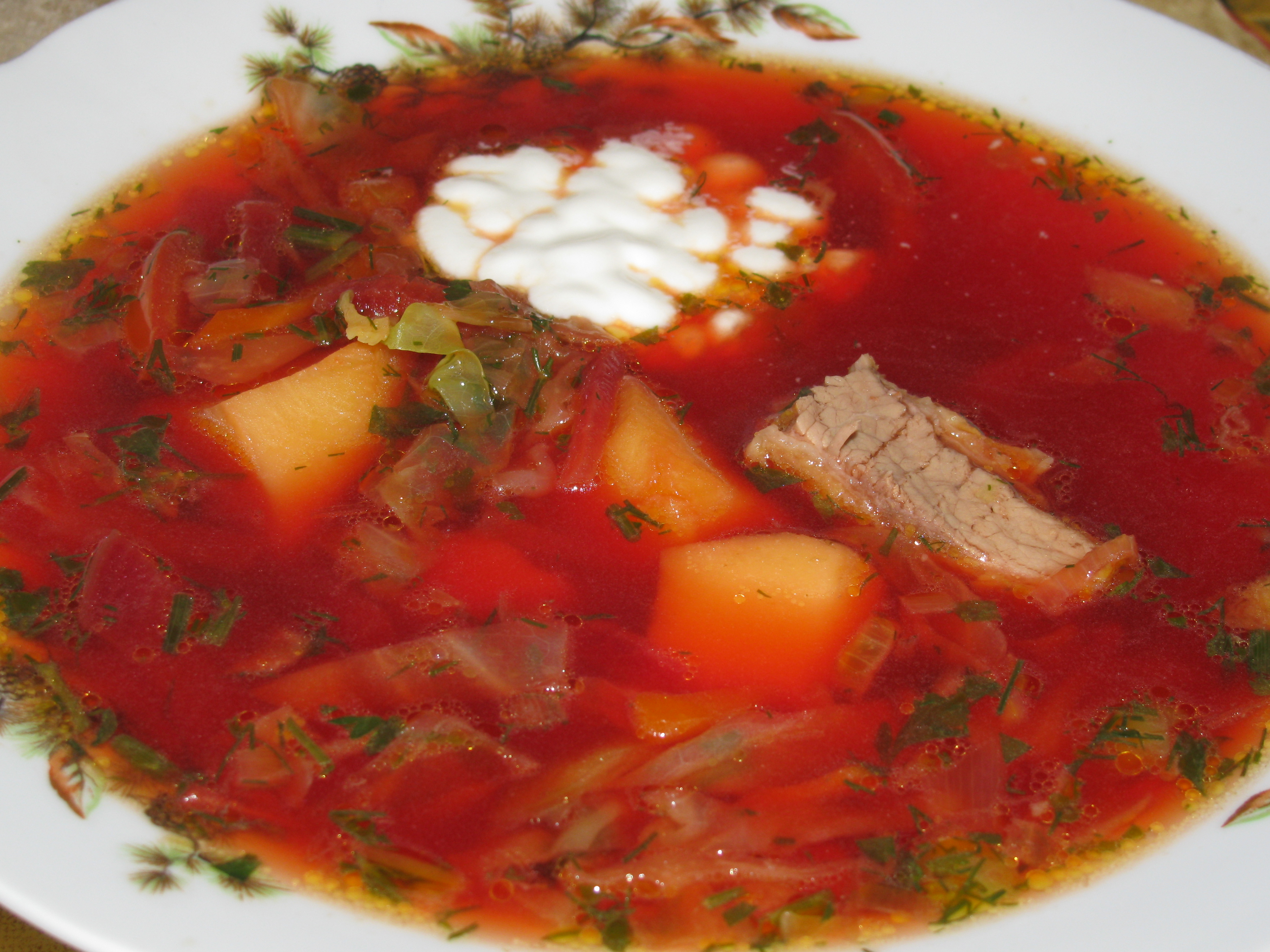
Borschtsch (Ukraine)

Russische Suppen können oftmals mehreren Ländern zugeordnet werden. So ist die russische und ukrainische Gemüsesuppe Borschtsch auch in Polen unter dem Namen Barszcz bekannt, in (Ost-)Preußen wiederum als Bartsch oder Beetenbartsch. Die Soljanka ist gleichermaßen Teil der russischen Küche und der ukrainischen Küche, wobei letztere dazu ähnliche Suppen kennt, wie die Kohlsuppe Kapustnjak und Rassolnik. Bekannte Suppen sind die Fischsuppe Ucha und die Kohlsuppe Schtschi. Zu den Suppen werden Roggenbrot und gefüllte Piroggen gegessen. Gleichermaßen in Russland wie in der Ukraine bekannt ist die kalte Suppe Okroschka, die oft im Sommer serviert wird. Sie wird zubereitet aus Kwas, einem mit Bierhefe zubereiteten alkoholfreien Getränk.
Neben der Rote-Bete-Suppe Barszcz gehört auch Żur, eine säuerliche Getreidesuppe mit gekochten Eiern, Kartoffeln und Wurst zu den typischen Gerichten der polnischen Küche. Daneben gibt es die Salzgurkensuppe Ogórkowa, die Getreidesuppe Krupnik, die Sauerkrautsuppe Kapuśniak und Botwina, eine weitere Suppe mit Rote-Bete-Pflanzen. Auch Kaltschalen haben in Polen Tradition. Unter diesen erfreuen sich Fruchtsuppen großer Beliebtheit, wie etwa die traditionelle Heidelbeersuppe.
In Ungarn gehören die Gulaschsuppe und die pikante Fischsuppe Halászlé mit ihren Variationen Bajaer Fischsuppe mit Fadennudeln und Szegedi halászlé, der Szegediner Fischsuppe, zu den berühmtesten Gerichten des Landes.

### Asien

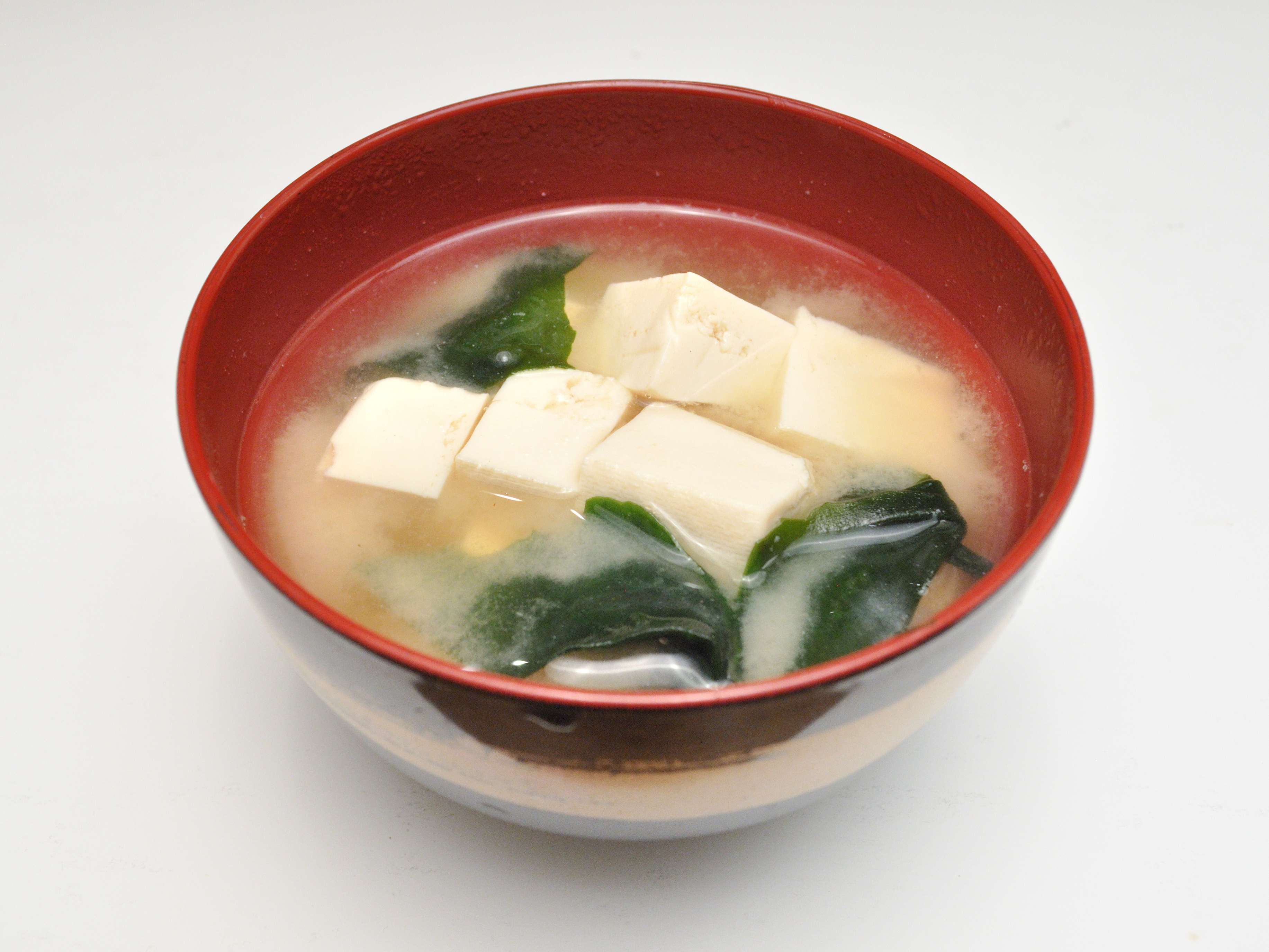
Miso-Suppe (Japan)

In Ostasien sind zahlreiche Nudelsuppen verbreitet. So enthalten die in Japan bekannten Ramen, Udon oder Soba neben Nudeln stets eine Vielzahl weiterer Suppeneinlagen und werden meist als Hauptgericht serviert. Eine leichtere Vorspeisensuppe ist das japanische Nationalgericht Miso-Suppe oder die in unzähligen Varianten vorkommende klare Suppe Suimono. Auch ist das Eintopfgericht Nabemono mit seinen vielfältigen Variationen wie Sukiyaki, Shabu shabu oder Chanko-nabe bekannt.
In China ist neben der Reisnudelsuppe auch die Reissuppe seit Jahrtausenden bekannt und wird in Garküchen in großen Mengen zubereitet.

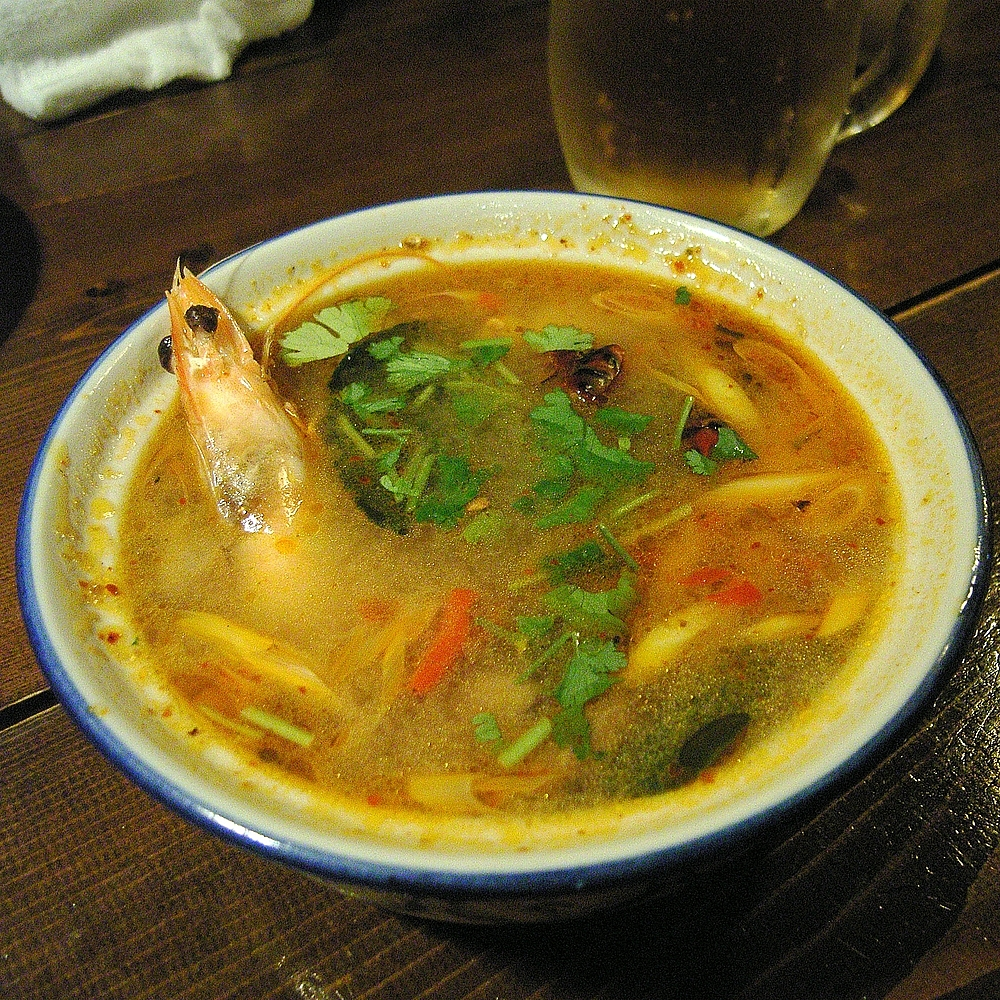
Tom yam gung (ต้มยำ) (Thailand)

Die koreanische Küche umfasst Suppengerichte wie Galbi chim, einen Eintopf mit dicker Rippe, Maronen, Karotten und auch Rettich. Auch sind die Maultaschensuppe Mandu guk, die Fischsuppe Maeun tang und Sundubu chige, eine Suppe aus Tofu, verbreitet.
Zu den bekanntesten Gerichten Thailands gehört Tom Yam. Diese würzige, sauer-scharfe Suppe wird mit Fischsauce, Schalotten, Zitronengras, Limonensaft, Galangal, Tamarinde und vielen Chillies gewürzt. Traditionell wird das Gericht zu Reis mit verschiedenen Einlagen, wie Fleisch, Fisch oder Meeresfrüchten zubereitet.
Eine traditionelle vietnamesische Nudelsuppe ist Phở, die mit weißen Reisnudeln in klarer Rinderbrühe mit dünnen Rindfleischstücken zubereitet wird und auch Hühnerteile wie Brust, Bein, Herz oder Leber enthält. Garniert wird der Teller mit Bestandteilen wie grünen Zwiebeln, weißen Zwiebeln, Korianderblättern, Minze, Basilikum, Zitrone oder Sojabohnensprossen.

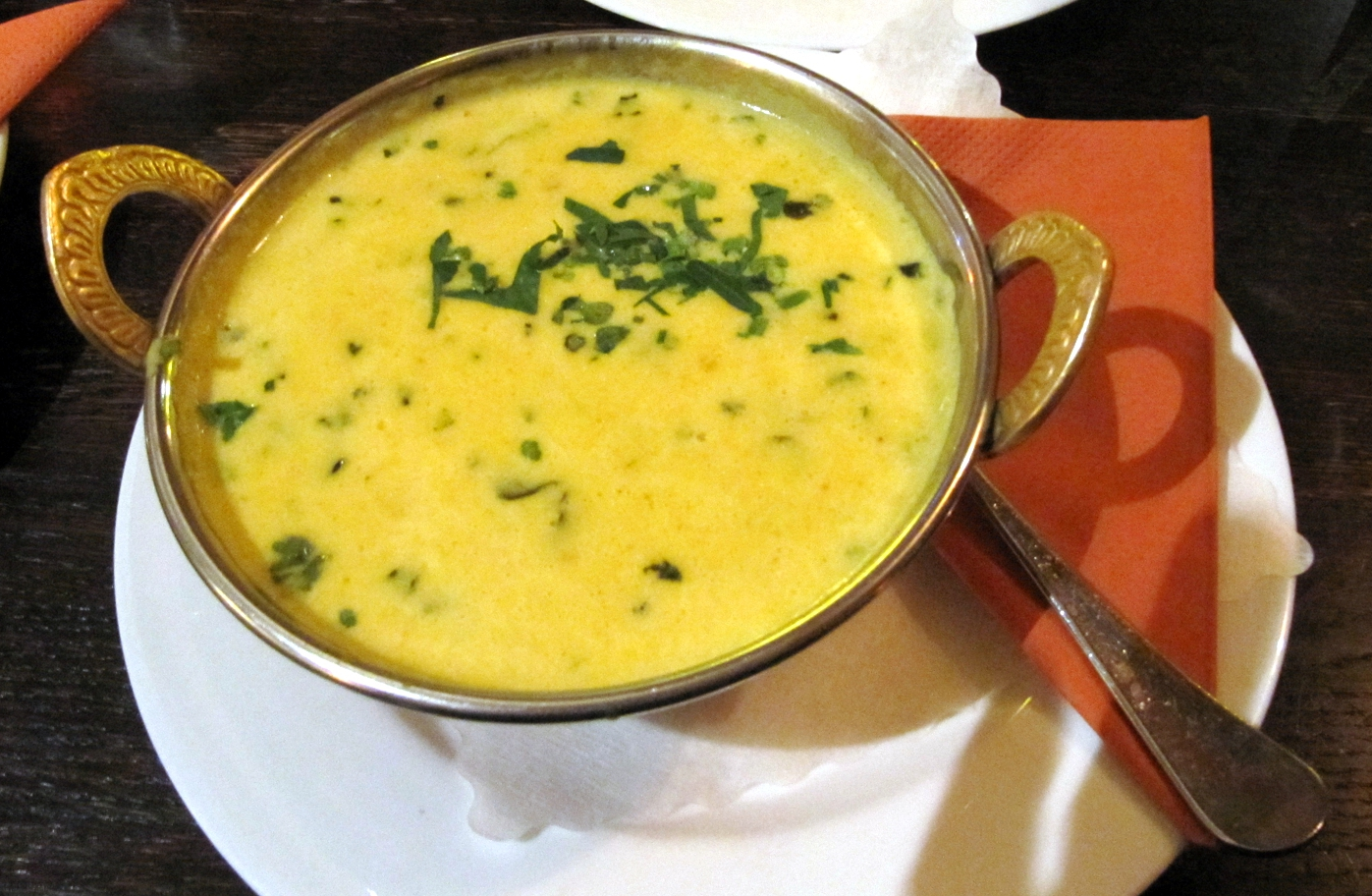
Mulligatawny Soup (Britisch/Indisch) mit Hühnerfleischeinlage in einem Restaurant in Mumbai

Mulligatawny-Suppe ist eine Curry-Suppe, die zur britischen Küche gehört und auf einem indischen Rezept für eine Soße basiert. Heute assoziiert man mit einer Mulligatawny-Suppe als Basisprodukt eine durch Zugabe von Crème double oder Kokosmilch sämige, durch Chili scharfe sowie durch Kurkuma braun- bis gelb-farbene Curry-Suppe mit Fleischeinlage, die mit glatter Petersilie dekoriert wird.

### Amerika
Die US-amerikanische Küche zählt Gumbo zu ihren Gerichten. Das würzige Eintopfgericht der Südstaatenküche und der Cajun-Küche geht vermutlich auf die französischen Fischsuppe Bouillabaisse oder das Cassoulet zurück, die die französischen Einwanderer mit nach Amerika brachten und an die lokal verfügbaren Zutaten anpassten. Auch das Brunswick Stew ist ein traditioneller Eintopf der US-amerikanischen Südstaaten. Die auf Tomate basierende Suppe hat regional sehr unterschiedliche Rezepte. Die Bezeichnung Clam Chowder umfasst einige Muschelsuppen mit Milch als Grundzutat, die in vielen Teilen der USA mit unterschiedlichen Variationen verbreitet sind.
Ein verbreitetes Gericht in Südamerika ist Locro, ein Eintopf, dessen Zubereitungsart aus der Zeit vor der spanischen Kolonisation stammt. Er besteht aus vielfältigen Zutaten, hauptsächlich aus Maiskörnern, verschiedenen Arten von Würstchen, Fleischstückchen und Tomaten und ist meist pikant gewürzt. Die brasilianische Küche kennt regional verschiedene Suppen. So ist im Südosten des Landes Feijoada, ein Bohneneintopf mit verschiedenen Fleischarten, verbreitet. Im Nordosten Brasiliens ist Moqueca, ein Eintopf mit Fisch und/oder Krebsen, verbreitet. Mit den zahlreichen Variationen der Moqueca wurde der portugiesische Fischeintopf Peixada durch afrikanische Rezeptur, brasilianische Zutaten wie Palmöl und Kokosnuss sowie auch importierte Früchte wie die indische Kassava zum brasilianischen Fischtopf umgeformt.
Die ecuadorianische Caldo de Tronquito wird mit dem Penis eines Bullen zubereitet. Die Suppe wird im Sommer und frühen Herbst verspeist. Eine weitere Suppe aus Ecuador ist Fanesca mit Kabeljau. Ein traditionelles mexikanisches Gericht ist die scharfe Kuttelsuppe Menudo.

## Sitten
Gewöhnlich sind Suppen die Vorspeise eines Menüs, werden aber auch als Hauptspeise gereicht. In manchen asiatischen Ländern werden Suppen auch zum Frühstück verzehrt, aber auch als Zwischengang serviert.

### Servieren der Suppen

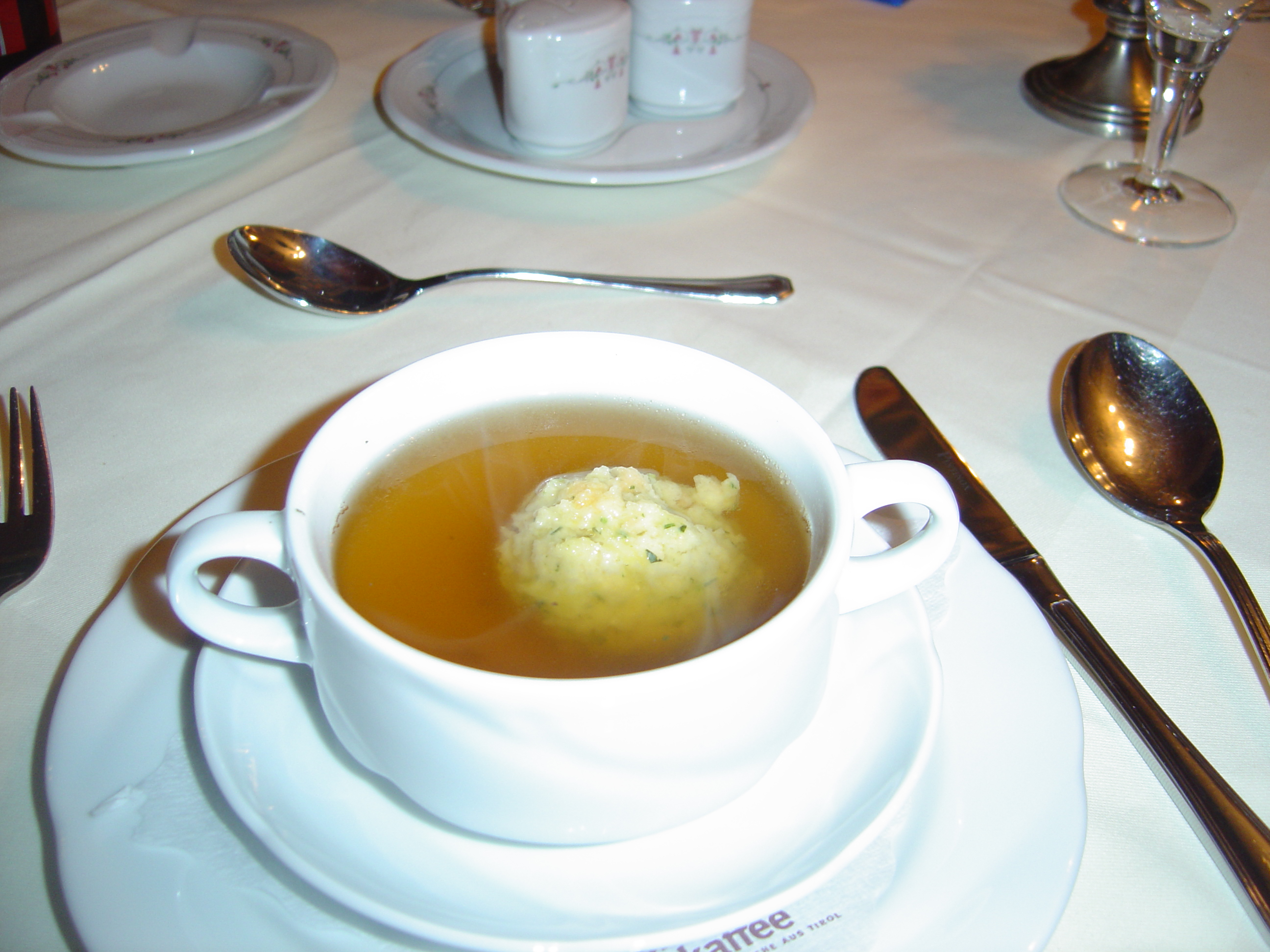
Der Suppenlöffel liegt in der Besteckanordnung rechts außen.

Im Menü verlangt die Suppe als erster Gang besondere Aufmerksamkeit, da diese den ersten Eindruck hinterlässt. Sie gilt bei Gourmets als diejenige Speise, welche innerhalb des Diners den höchsten Anspruch an Feinheit oder delikate Vollkommenheit setzt, da diese bestimmend für den Gesamteindruck ist.
Klare Suppen werden meist in Tassen, gebundene Suppen dagegen in tiefen Tellern serviert. Das Gericht, wenn dieses nicht als Kaltschale konzipiert ist, sollte möglichst kochend-heiß und in vorgewärmtem Geschirr gereicht werden. Dies gilt in besonderem Maße für klare Suppen und wenn bereits zuvor eine kalte Vorspeise verzehrt wurde. In der Besteckanordnung sollte der vorgesehene Suppenlöffel stets an rechter Seite neben dem Suppenteller liegen. Die Anordnung des kleinen Bestecks, wonach der Suppenlöffel oberhalb des Suppentellers mit der Laffe zur Gabel gerichtet liegt, gilt als veraltet. Wenn der erste Gang eines Menüs die Suppe darstellt, sollte ein Platzteller als zwingend betrachtet werden, auf den das Suppengeschirr sowie das der nachfolgenden Gänge gestellt wird. Auch wird argumentiert, dass ein fehlender Unterteller eine unästhetische Leere in der Besteckanordnung bedeute.

### Verzehr der Suppe

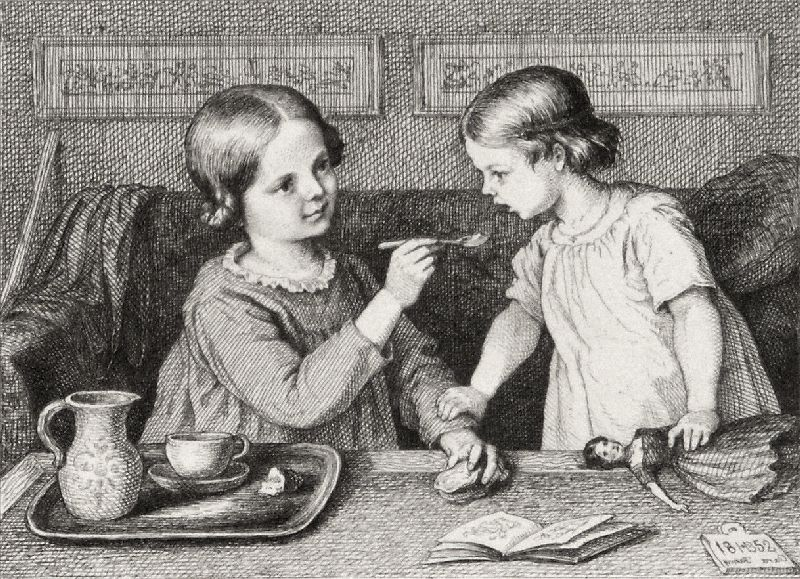
Hugo Bürkner: Brenn dich nicht, das Süppchen ist zu heiß, 1852

Suppen werden aus dem Suppenteller oder der Tasse mit Hilfe von Suppenlöffeln verspeist. Der Löffel sollte beim Verzehren der Suppen nur zu zwei Dritteln bis drei Vierteln gefüllt sein, um ein Verkleckern zu verhindern. Der Suppenlöffel wird im deutschen Sprachraum mit der Spitze, in angelsächsischen Ländern mit der Breitseite zum Mund geführt. In Asien haben diese Löffel einen kurzen Stiel und sind sehr breit.
Im Allgemeinen verstößt im westlichen Kulturkreis das Schlürfen einer Suppe gegen die Tischsitten. Getrunken darf das Gericht nur werden, wenn dieses sich in einer Suppentasse mit einem Henkel befindet. Hierzu wird die Tasse mit der rechten Hand am entsprechenden Henkel zum Mund gehoben. In der Literatur zum guten Benehmen wird das Essen aus Suppentellern unterschiedlich gewertet. Teilweise wird empfohlen, keinesfalls den Suppenteller anzukippen, um Reste auszulöffeln. Andere Texte zu dieser Thematik sehen das Ankippen zur Tischmitte nicht als sittlichen Verstoß. Wenn dies praktiziert würde, sollte der Teller leicht durch einen Rechtshänder nach rechts hinten, durch einen Linkshänder nach links hinten angekippt werden. In Frankreich stellt ein solches Anheben der Suppenteller einen Verstoß gegen die Tischsitten dar. Auch das Pusten bei heißen Suppen ist zu unterlassen, dagegen sollte man in diesen Fällen die Speise leicht mit dem Löffel rühren, bis die Suppe verzehrbar abgekühlt ist.

## Abgrenzung
Suppe und Eintopf unterscheiden sich durch ihre Konsistenz. Während die Suppe einen höheren Anteil an Flüssigkeit besitzt (etwa Linsensuppe), ist er bei Eintopf wesentlich geringer (Linseneintopf), so dass bei letzterem eine leicht breiige Konsistenz besteht.